# 평해튼

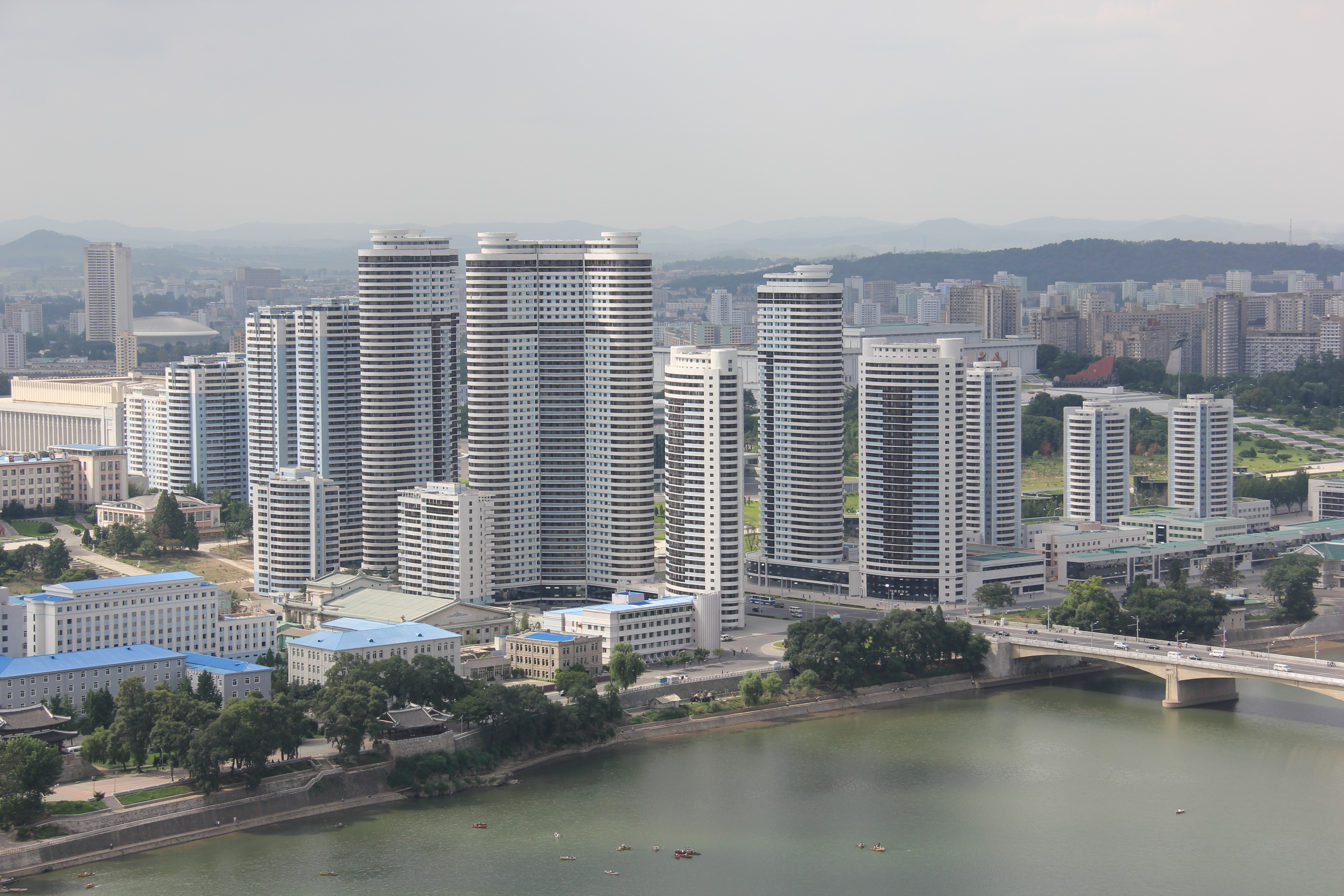

평해튼(영어: Pyonghattan)은 평양과 미국 맨해튼을 합성한 신조어이다. 조선민주주의인민공화국의 간부층이나 평양의 상류층을 뜻한다. 2013년에 외국 언론에 처음 등장하였고 평양직할시에 위치한 대규모 아파트 단지가 많으며 부자들이 사는 동네다. 돈주는 돈의 주인을 가리키고 카푸치노 등을 마시며 즐기는 사람들이 많고 조선민주주의인민공화국 상위 1%의 삶이며 평양의 또 다른 명칭이다. 외국인이 쓴 책인 조선자본주의공화국에도 나온다.

## 개념
평해튼이라는 말은 2013년 외국 언론에서 처음 사용하였다. 2014년 대한민국의 언론에 보도돼 이후 평해튼이란 단어가 이미 유행어가 되었다. 조선민주주의인민공화국의 수도 평양에 마천루가 많은 곳인 려명거리에 위치한 려명거리신도시와 미래과학자거리 등 평양의 대도시를 평해튼이라고 부른다. 려명거리는 뉴욕의 맨해튼이 연상되며 평양과 맨해튼을 합쳐 평해튼이라고 부른다.

## 영향

### 사회적 영향
평양에 지어진 건축물들이 가난한 개발으로 쉽게 부실공사가 가능하며 그것은 빨리 짓는 것이다. 건물을 빨리 지으면 무너질 가능성이 높거나 부실공사일 가능성이 큰다고 한다. 2014년 5월 13일 오후 평양직할시 평천구역 안산1동에 23층 아파트 짓다가 평양 아파트 붕괴 사고가 일어나고 5월 18일 대규모 인명피해가 발생한 적도 있었다.

### 문화적 영향
조선민주주의인민공화국의 주거문화를 보면 내부 구조는 1990년대 대한민국과 비슷하다고 한다. 아파트 내부에는 김일성, 김정일 액자가 있고 조선민주주의인민공화국의 전통 문화가 있다. 조선민주주의인민공화국의 건설문화는 건물을 빠르게 지으려고 하는 문화고 만수대 아파트, 미래과학자거리 은하 타워 등 초고층 아파트를 빠르게 짓는 것이 문화다.

## 비판
평양의 신도시인 려명거리에 위치한 려명거리신도시와 미래과학자거리에 가난한 건설을 하면서 신축 건물을 빠르게 지으려다가 부실공사라는 비판도 있다. 그래서 조선민주주의인민공화국의 건축기술은 세계 최악이라고 보면 되고 가난한 공사로 쉽게 붕괴될 수 있다고 비판을 받고 있다.

## 같이 보기
- 평양직할시

일명 '평해튼' 관련 항목이 있는 거리
- 려명거리
- 려명거리신도시
- 미래과학자거리